# MSCI ACWI IMI
Der MSCI All Country World Investable Market Index (ACWI IMI) ist ein internationaler Aktienindex, der die Wertentwicklung von Unternehmen aus Industrieländern und Schwellenländern weltweit abbildet. Er wird von der US-amerikanischen Gesellschaft MSCI aufgelegt.
Per Ende 2024 waren 8.640 Titel Bestandteil des Indexes.
Er wurde am 5. Juni 2007 aufgelegt.
Er fasst unter anderem folgende weitere Indizes der MSCI-Familie zusammen:
- MSCI World (Große und mittelgroße Unternehmen aus Industriestaaten)
- MSCI Emerging Markets (Große und mittelgroße Unternehmen aus Schwellenländern)
- MSCI World Small Cap (Kleine Unternehmen aus Industrieländern)
- MSCI Emerging Markets Small Cap (Kleine Unternehmen aus Schwellenländern)